# Grottes de la Lamberta
Les grottes de la Lamberta sont des grottes artificielles située en dessus de Môtier, dans le canton de Fribourg, en Suisse.

## Ouvrage militaire
- Excavées dans la molasse, elles comportent 200 mètres de galeries. L’ouvrage d’infanterie destiné à la position de mitrailleuses est une des huit fortifications dispersées sur le Mont Vully, mises sur pied durant la Première Guerre mondiale pour défendre le Plateau suisse.
- La construction de cet ouvrage d'infanterie s'est déroulé  entre 1916 et 1917 permettant de protéger l'axe du lac de Morat.
- Le flanc sud du Mont Vully n'était pas boisé lors de la construction de cet ouvrage. Le point d'appui a été entièrement excavé dans la molasse sans l'aide d'explosifs.

Une garnison comptant 110 hommes habitait ce site. Il était armé de 8 mitrailleuses de calibres 7.5 modèle 11 étant opérationnelles jusqu'à une distance de 2500 mètres et tirant 500 coups par minute. À noter que le refroidissement était à eau.

## Transports
- Débarcadère de Môtier sur le lac de Morat
- Par la route depuis Môtier, parking près d'un restaurant